# Jurinella bella
Jurinella bella là một loài ruồi trong họ Tachinidae.